# Svenska mästerskapen i fälttävlan 1981
Svenska mästerskapen i fälttävlan 1981 avgjordes i Malmö . Tävlingen var den 31:e upplagan av Svenska mästerskapen i fälttävlan.

## Resultat
| Placering | Ryttare           | Häst         |
| --------- | ----------------- | ------------ |
| 1         | Åke Lindberg      | Val Mark xx  |
| 2         | Sven Ingvarsson   | Watergate II |
| 3         | Michael Petersson | Sir Edward   |